# 武耶
武耶（法語發音：[vuje]），法国西部城市，新阿基坦大区维埃纳省的一个市镇，隶属于普瓦捷区，其市镇面积为33.95平方公里，2022年1月1日时人口数量为3,707人，在法国城市中排名第3,036位。
武耶位于维埃纳省西部，欧桑斯河畔，是一个区域性的中心城市，公元507年的武耶战役在此发生。

## 地名来源
“Vouillé”一名可能出自高卢语“vo-cladum”，意为“两个沟壑”；亦可能出自人名“Vitellius”。
距离武耶约70公里外的亦有同名市镇。

## 历史
武耶的早期历史尚不清楚，当地因公元507年在此发生的武耶战役而闻名，克洛维一世在该战中击败西哥特军队，法兰克人由此入主高卢西部的广大区域。中世纪时，武耶长期为普瓦图地区的一处普通农业聚落。法国大革命后，武耶成为维埃纳省的一个市镇。工业革命期间，途径武耶北部维利耶境内的普瓦图地区讷维尔—布雷叙尔铁路建成通车，后于20世纪中后期停止客运服务。
在行政区划方面，武耶在1793至2015年间为武耶县的县治。1806年，锡夫赖莱塞萨尔被撤销，其部分区域被并入武耶；1818年，特拉韦尔索讷（Traversonne）整体并入武耶。此外，在1997至2016年间，武耶还是武耶地区市镇公共社区的办公驻地。
在地方史研究方面，武耶的地方文化爱好者于1993年成立了“武耶和它的历史”（Vouillé et son Histoire）文化社团，其成员利娜·布瓦内（Line Boiné）著有《一百年前的武耶》（Vouillé il y a cent ans）一书，讲述了二十世纪初武耶的社会经济面貌。

## 地理

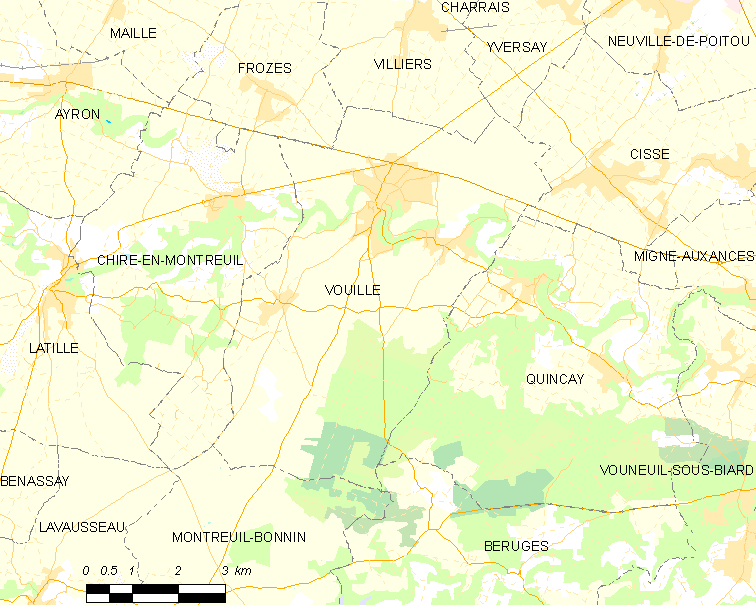
武耶市镇范围地图

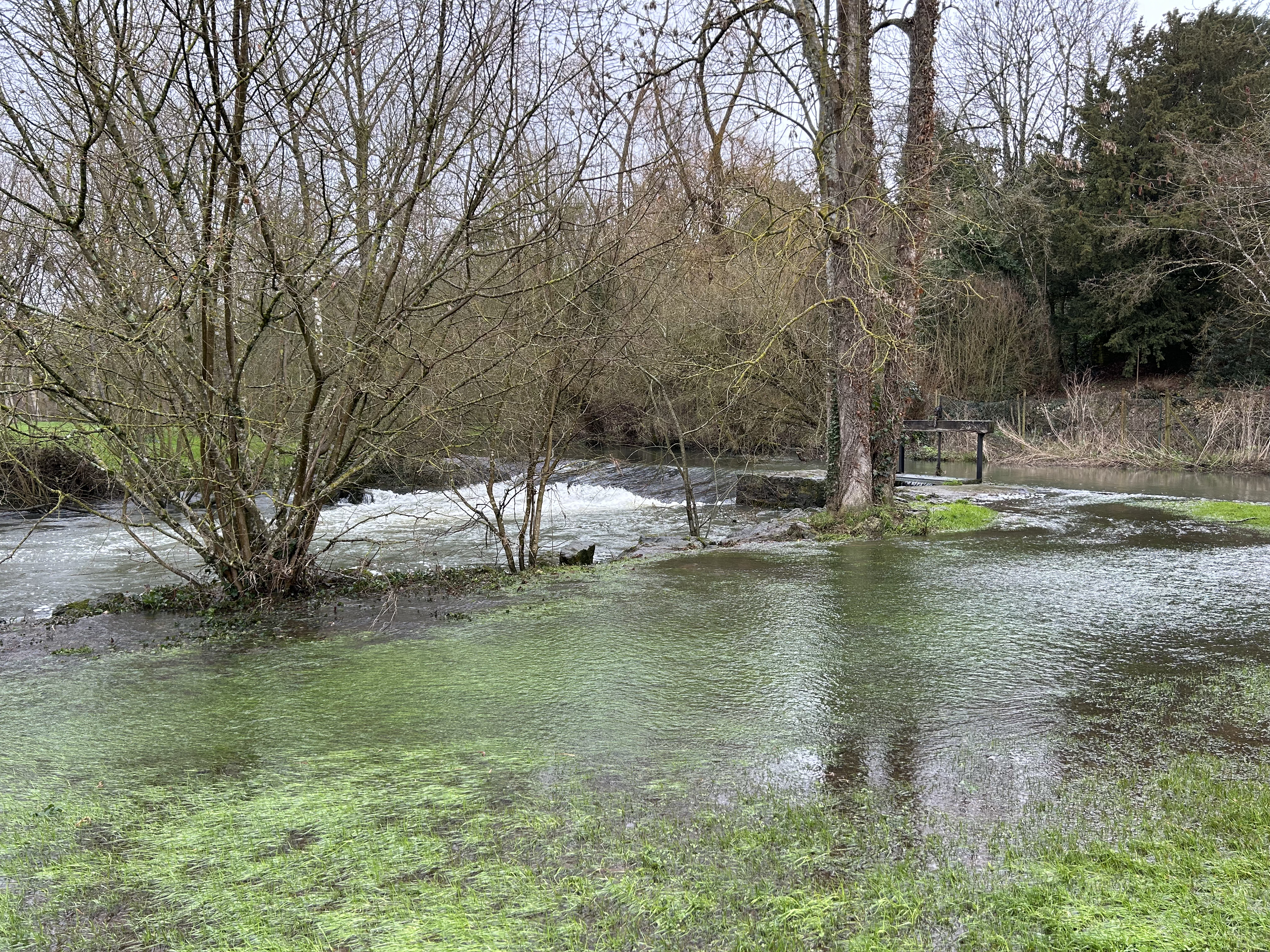
欧桑斯河武耶段

武耶位于法国西部，新阿基坦大区北部和维埃纳省西部，距离省会普瓦捷大约20公里。与武耶接壤的市镇包括：贝吕日、布瓦夫尔拉瓦莱、锡塞、希雷昂蒙特勒伊、弗罗兹、坎赛、维利耶和伊韦尔赛。

### 地形
武耶位于上普瓦图地区，境内以为平原为主，市镇中心地势较为平坦，其所处的河谷两侧地势略有起伏，全境海拔在80到155米之间。

### 水文
武耶位于卢瓦尔河流域范围内，欧桑斯河自西向东蜿蜒流经武耶市区，部分河段被分离出多条水道。

### 植被
武耶属于温带阔叶混交林区，林地广泛分布于河流附近。
在鲜花城市的评比中，武耶被评为3星级鲜花城市。

### 气候
武耶在柯本气候分类法中属于温带海洋性气候（Cfb）。

## 行政区划
武耶的市镇编号为86294，邮政编号为86190。
在行政管理方面，武耶隶属于法国新阿基坦大区维埃纳省普瓦捷区；在地方选举方面，武耶隶属于武讷伊苏比亚尔县，其市镇范围全境被划入维埃纳省第二选区；在社会管理方面，武耶是上普瓦图市镇公共社区的组成部分。
截至2024年3月，武耶市镇范围内暂无任何城市敏感街区及城市政策优先街区。
法国国家统计与经济研究所（简称）在进行数据统计时，未将武耶划入任何城市核心区（Unité urbaine），并将包括武耶在内的周边共91个市镇划为普瓦捷城市区。自2020年起，普瓦捷城市区被包含97个市镇的普瓦捷城市辐射区代替。此外，还将武耶市镇整体看作一个“块区”（IRIS），以便于统计人口分布情况。

## 交通

### 公路
法国国道N149线和维埃纳省省道D7线、D12线、D21线、D40线、D43线、D49线、D62线和D93线在武耶境内交汇。新阿基坦大区下属的维埃纳省城际客运100线和113线经停武耶，可前往普瓦捷、南特、帕尔特奈、沙朗德赖等地
2020年，87.4%的武耶家庭拥有至少一辆私人汽车。2019年，武耶境内共发生各类交通事故1起，造成1人重伤。
| 29 | 16 |

| 普瓦捷 | 23 |

| 帕尔特奈 | 35 |

| 米尔博 | 20 |

### 铁路
距离武耶最近的运营中的客运铁路车站为18公里外的普瓦捷站，该站停靠前往巴黎、斯特拉斯堡、波尔多、里尔等地的高速列车，以及前往图尔、昂古莱姆、利摩日和拉罗谢尔四个方向的区域列车。

### 航空
武耶距离普瓦捷-比亚尔机场的公路里程大约17公里。

### 城市公共交通
截至2024年3月，武耶暂无城市公共交通系统。

## 政治

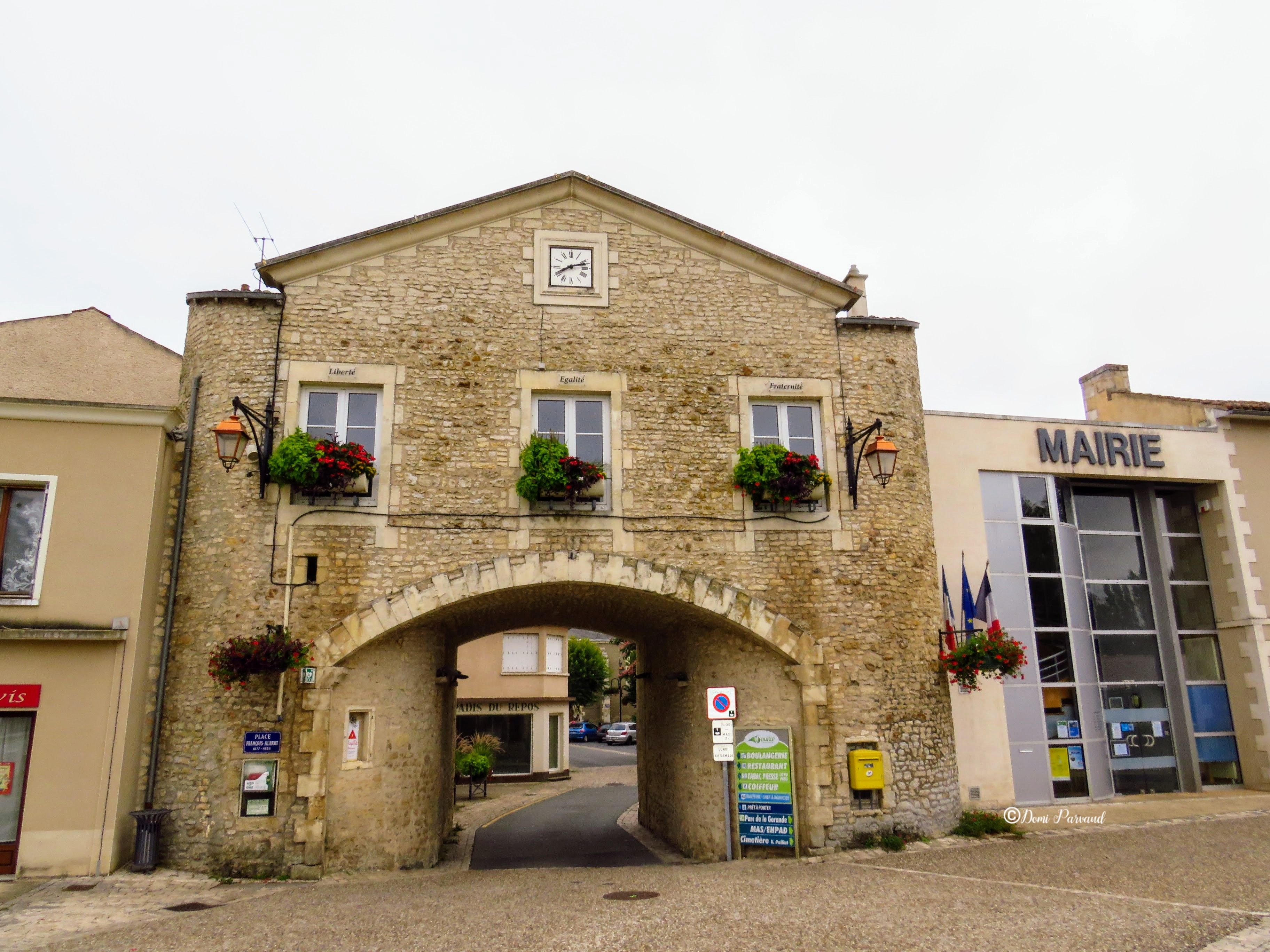
武耶市政厅

武耶的现任市长为埃里克·马丁先生（Éric MARTIN），他是一名无党派人士，在2020年的市政选举中获得了100.00%的支持率（无其他候选人）。
在2022年的法国总统大选的第二轮选举中，法国第25任总统埃马纽埃尔·马克龙在武耶获得了59.57%的支持率。

## 人口
2021年，武耶市镇人口数量为3,693，在法国排名第3,036位。其中男性1,768人，女性1,909人，75岁及以上人口占9.1%，外籍人口数量为25人，人口密度为109人/平方公里，当地居民被称为（男性）或（女性）。2022年，武耶境内出生32人，死亡人口46人。
| 武耶1901年－2021年人口变化情况 |
|                                |
| 数据来源：Cassini、INSEE       |

## 经济
截至2024年3月，武耶市镇范围内共有各类用人单位（包含自雇）530家，平均历史为15年，其中98.48%为中小型企业（PME），2024年1月至3月间，当地的经济活力指数为0.38%。（企业管理）、（公路货运）及（管道工程）是当地2021年营业额最高的三个企业，分别为2,468,164欧元、1,510,954欧元和617,547欧元。

## 财政与居民收入
2022年，武耶的财政收入总额为3,271,840欧元，财政支出总额为2,650,760欧元，当年的债务总额为2,148,100欧元。2022年，武耶市镇通过增值税获得158,220欧元的收入，此外当地还共获得了222,870欧元的国家直接财政补助。
| 武耶居民收入情况                                 | 武耶居民收入情况 | 武耶居民收入情况      | 武耶居民收入情况 |
| 内容                                             | 武耶             | 法国                  | 统计年份         |
| ------------------------------------------------ | ---------------- | --------------------- | ---------------- |
| 征税家庭总数                                     | 1,513            | 1,081（法国市镇平均） | 2022年           |
| 居民平均月收入                                   | 2,190欧元        | 2,435欧元             | 2022年           |
| 高级职员人均月收入                               | 3,514欧元        | 4,331欧元             | 2021年           |
| 中级职员人均月收入                               | 2,288欧元        | 2,470欧元             | 2021年           |
| 普通职员人均月收入                               | 1,758欧元        | 1,801欧元             | 2021年           |
| 贫困率                                           | 9%               | 14.5%                 | 2020年           |
| 青壮年（15至64岁）失业率                         | 7.3%             | 7.4%                  | 2020年           |
| 征税家庭数量占比                                 | 45.9%            | 45.5%                 | 2020年           |
| 家庭年均纳税                                     | 2,387欧元        | 4,393欧元             | 2022年           |
| 资料来源：INSEE、L'Internaute、Le Journal du Net |                  |                       |                  |

## 社会事务

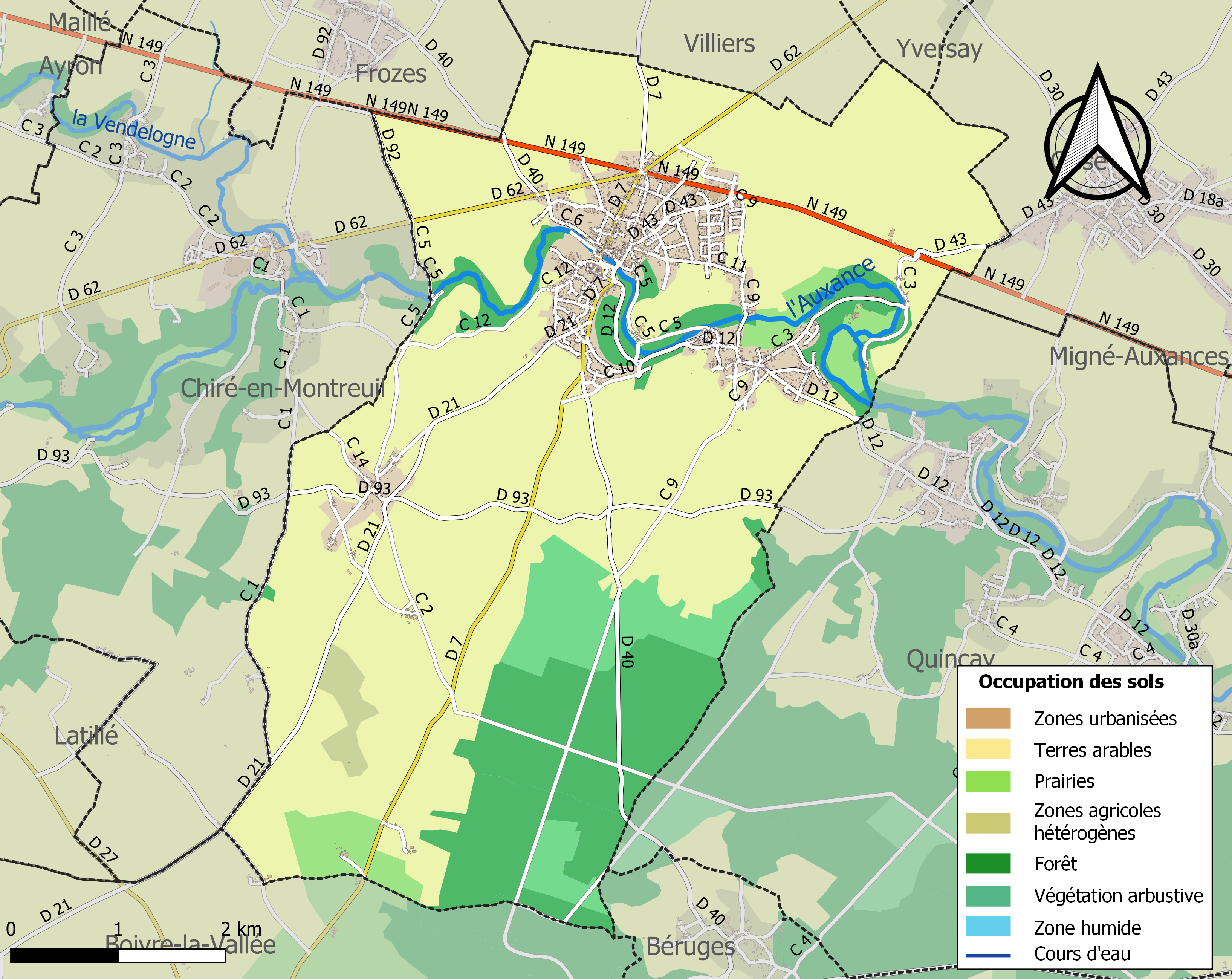
武耶土地利用情况地图

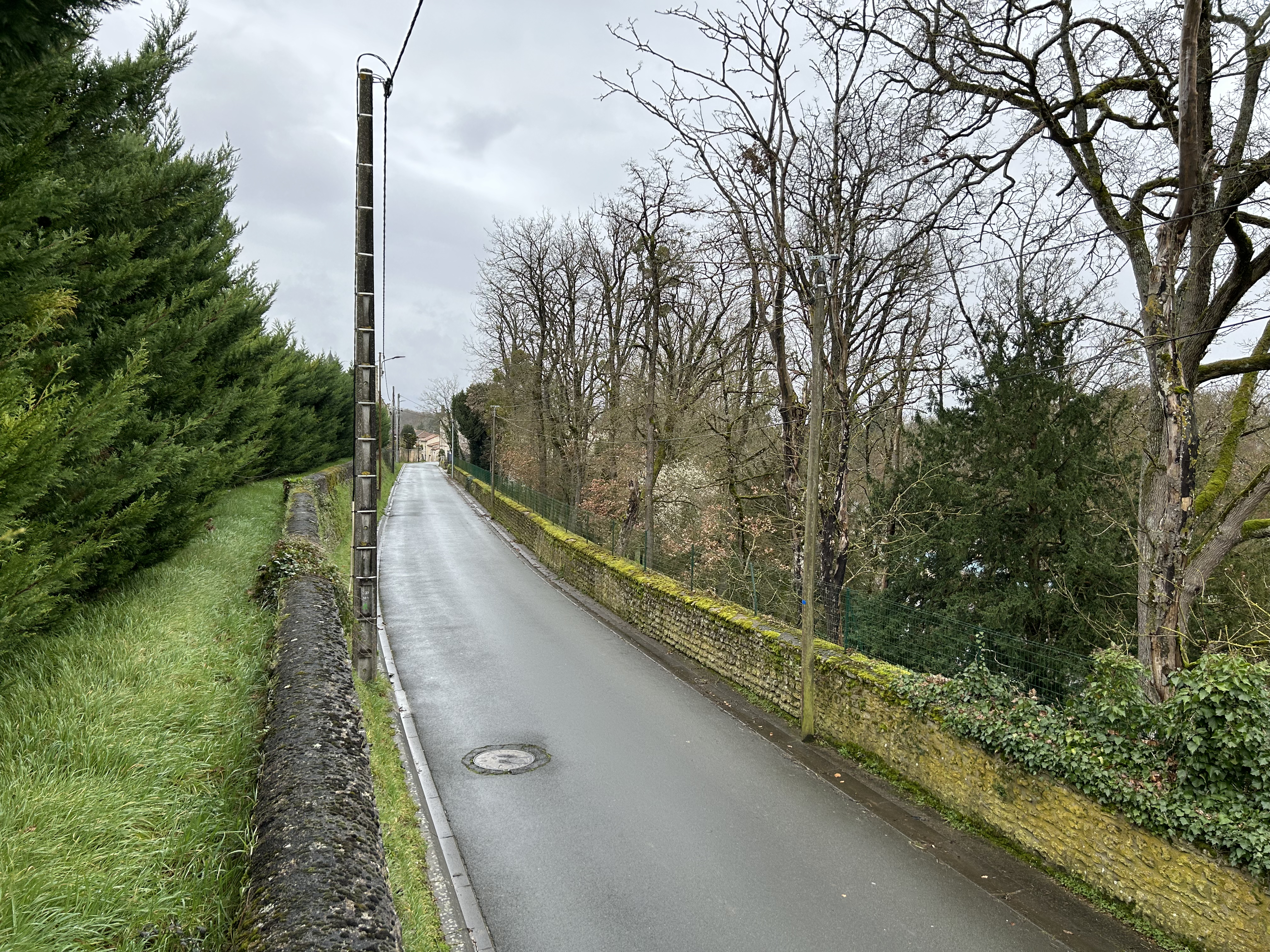
格朗迈松街

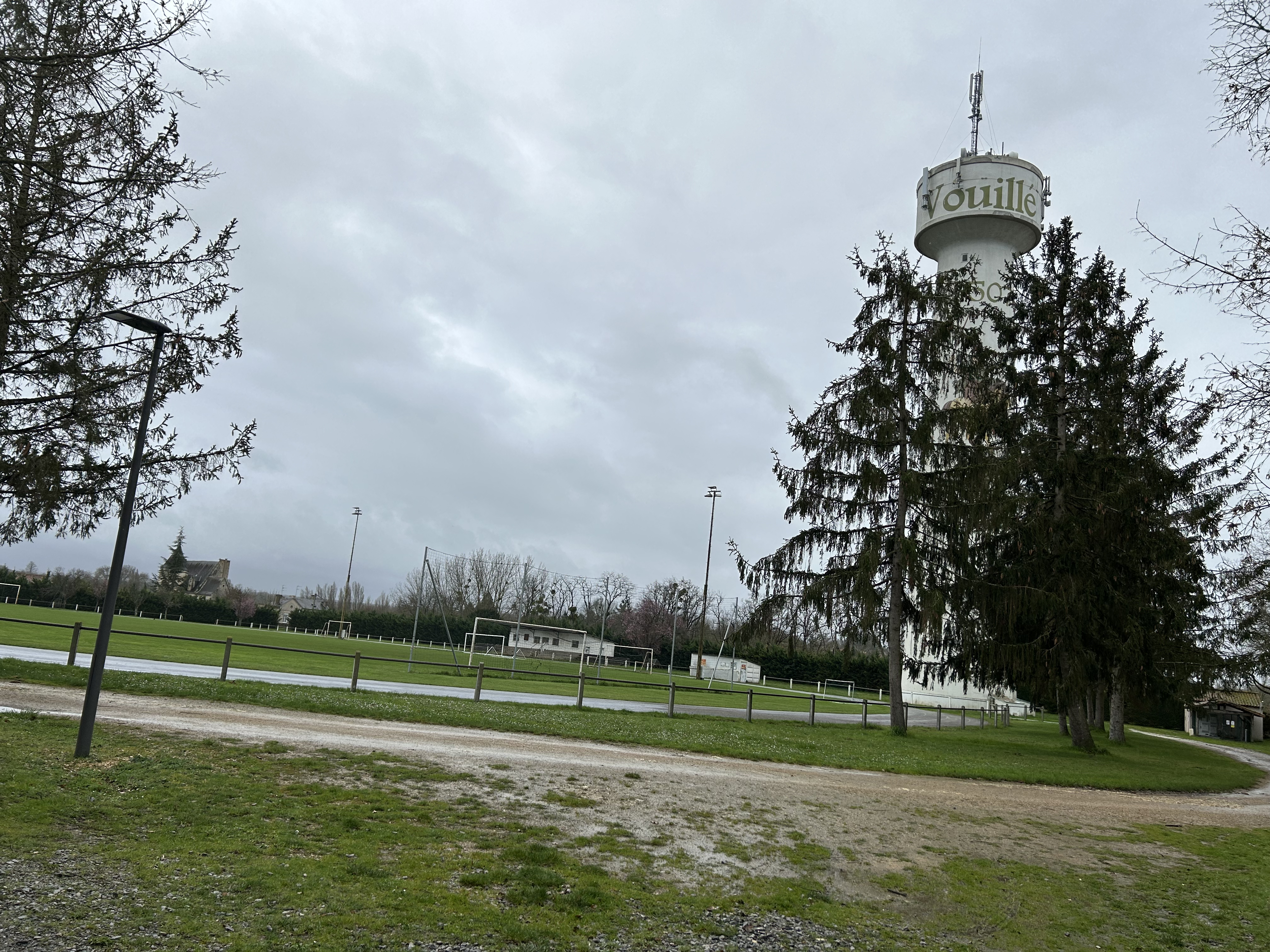
球场及后方的水塔

### 教育
武耶属于普瓦捷学区。截至2021年1月1日，武耶境内共有1所幼儿园、2所小学和1所初级中学。2021至2022学年度，武耶境内共有在校中等教育阶段学生453名。

### 医疗
截至2021年1月1日，武耶境内共有全科医生4名、保健师6名、牙医2名、护士4名和助产士1名。境内共有药房1家、养老院1家、残疾人帮扶中心1家。
距离武耶最近的区域性医疗机构为普瓦捷大学中心医院，其主病区拉米莱特里医院（Hôpital de La Milétrie）位于普瓦捷市区东南部，距离武耶的正常车程大约24分钟，该院设有床位1,766个，是维埃纳省境内规模最大的公立综合性医院。

### 住房
2020年，武耶境内共有各类住房1,676套，其中94.3%为独立式住宅，4.8%为集中式住宅。常住房屋占武耶市镇范围内居民建筑总量的92.2%。
在住房保障政策方面，2022年，武耶境内共有180户家庭获得了住房经济补助，受益人数占总人口数量的4.9%，其中164份为房租补助。

### 商业
2021年，武耶境内共有各类实体商铺73家，其中餐厅6家、大型超市3家、面包房2家、肉铺1家、书店1家、美容美发店5家、汽车维修店9家。武耶镇中心东北部建有一家Super U购物超市。

### 体育
2021年，武耶境内共有1家游泳池、2间体育馆、1座综合体育场、4处网球场、1处足球或橄榄球场以及1处篮球或排球场。
截至2024年3月，武耶体育会（Union Sportive Vouillé，编号514425）是武耶境内唯一的一家注册足球俱乐部，其主队2023至2024赛季参加维埃纳省足球联赛丙组（法国第十一级别），其主场为大田球场（Stade Le Grand Champ）。

### 环境
武耶的环境事务由其所属的上普瓦图市镇公共社区联合各级政府协调负责。2021年，武耶境内暂无污染企业。

### 治安
2021年，武耶市镇范围内有1处宪兵队。
武耶及其附近的共76个市镇是普瓦捷国家宪兵队（zone gendarmerie de Poitiers）的管辖范围。2020年，该宪兵队累计记录各类案件3,695起，其中盗窃类案件1,674起，经济类案件602起，毒品交易类案件194起。

## 文化

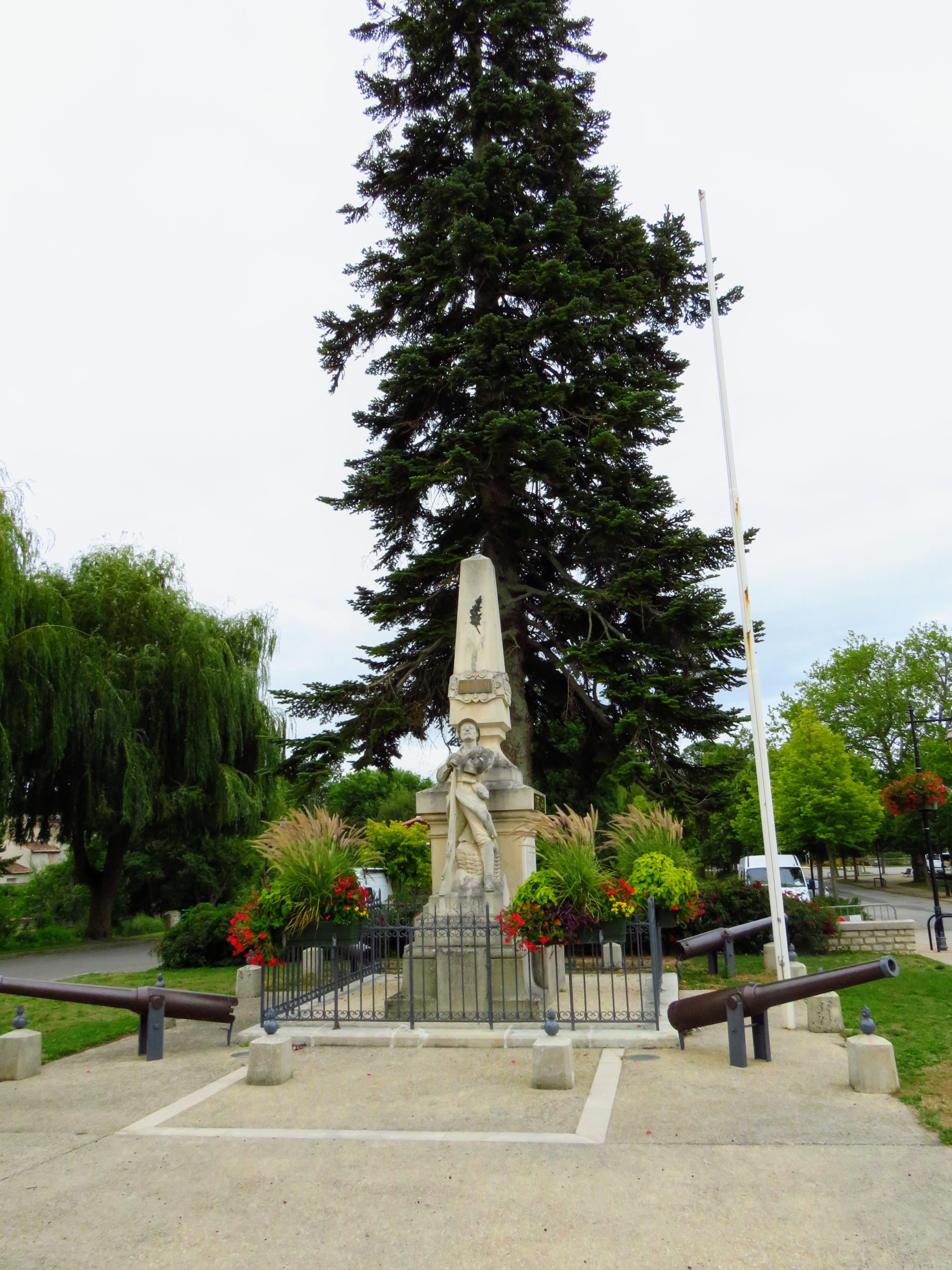
武耶烈士纪念碑

2021年，武耶境内暂无任何文化设施。武耶境内建有多媒体中心（Médiathèque），每周一、二、三、五、六向公众开放。

### 建筑
武耶境内有多处历史建筑，其中建于16世纪的格朗迈松城堡（Château de Grandmaison）为法国国家文物保护单位。

### 旅游
武耶的旅游事务由其所属的上普瓦图市镇公共社区联合各级政府协调负责。2023年，武耶境内共有2家酒店共计85间房间；另有1个露营地，可容纳共40辆露营车。

### 媒体
法国主要的媒体均可在武耶接收，法国电视三台下属的新阿基坦大区频道在部分时段播出武耶所在维埃纳省的地方新闻。蓝色法兰西普瓦图广播、云雀广播、《维埃纳省中央报》、《中西部新共和国报》等是当地主要的地方性媒体。

## 相关人物
法国外交官伊夫·沙泰尼欧出生于武耶。

## 友好城市
截至2024年3月，武耶共与两座城市建立了友好城市关系：
- 德国 布劳恩斯巴赫（1987年）
- 西班牙 瓜达穆尔（2010年）